# Kalksprötmossa
Kalksprötmossa (Plasteurhynchium striatulum) är en bladmossart som först beskrevs av Richard Spruce, och fick sitt nu gällande namn av M.Fleisch.. Kalksprötmossa ingår i släktet Plasteurhynchium, och familjen Brachytheciaceae. Enligt den svenska rödlistan är arten sårbar i Sverige. Arten förekommer på Gotland, Öland, Götaland och Svealand. Artens livsmiljö är skogslandskap.